# 摩門吧 (加利福尼亞州)
摩門吧（英語：Mormon Bar）是位於美國加利福尼亞州馬里波薩縣的一個非建制地區。該地的面積和人口皆未知。

## 地理
摩門吧的座標為37°27′44″N 119°56′53″W / 37.46222°N 119.94806°W，而該地的平均海拔高度為540米（即1772英尺）。